# ムジナ (漫画)
『ムジナ』は相原コージ作の忍者漫画。『週刊ヤングサンデー』にて1993年から1997年まで掲載されていた。

## 作品解説
先鋭的なギャグ漫画を数多く執筆してきた相原が、『サルでも描けるまんが教室』（サルまん）で解き明かしたストーリー漫画の技法を元に、自身で発展させ連載に至った本格派忍者漫画。
相原が少年時代に熱中していた白土三平作『カムイ伝』等の忍者漫画へのオマージュ・パロディとして、既に漫画界では過去のブームとなっていた忍者漫画というジャンルを現在に復活させ、さらに読者層が本作のジャンルとは異なる、青年誌での連載となった事自体がギャグを狙っていたとも言える。作者のギャグ漫画・忍者漫画への強い拘りが随所に見られる。
ストーリーはほぼ完璧に伏線を消化した緻密な構成となっており、随所に作者の細かい解説が入りそれが描写にリアリティを持たせたり、解説自体が一種のギャグになるという凝った演出になっている。また、様々な漫画的技法を盛り込んだ「実験シリーズ」など意欲的な試みも見られる。
『カムイ伝』をモチーフとした忍者社会の階級闘争と言う重厚なストーリーと、エロ・グロを含む先鋭的なギャグの数々とが混在した本作は、相原が描いてきた手法の集大成とも言える内容であったが、同時に相原コージという漫画家を事前に知っていなければ理解し難い表現も多く、その人気は、かつてヒットした作者の代表作『コージ苑』『かってにシロクマ』『サルまん』にまでは至らず、相原自身もヒットに至らなかったことを嘆いていた。
前述の通り本作は白土三平から強い影響を受けており、最終巻の巻末には白土の漫画の台詞の一部を引用している。

## 登場人物

### 卍の里
大名の専属の忍び集団が増えている中で昔ながらのフリーの立場を貫く忍び集団。敵に正体を悟られる前に顔を潰して自殺する事を推奨されるなど、その掟は非常に厳しい。
ムジナ
主人公。16歳。161cm51kg。血液型A型。父親のゴキブリの遺言と死から、何があっても生き抜く事を誓う。当初は落ちこぼれの忍者に過ぎなかったが、父親から伝授された忍法・跳頭で度々窮地を乗り切り、必死の修行と数多の戦いの経験から新たな忍法を編み出したり、敵の忍法を模倣して着実に強くなって行く。徹底した自分が生き延びる事が最優先と言う思想だったが殺されそうになった満千代を助けたりと非情には徹しきれなかった。そして下女のスズメとの出会いと恋で、その思想は大きく揺れる。最終的には完全に自由になれるチャンスを捨てスズメの救出のために、単身伊賀に制圧された卍の里に乗り込む事になる。
それは「愛する者を作るな」とムジナに忠告した父親が犯した過ちと同じものであった。卍の里の潜入には成功し真の首領である服部半蔵をサジの助力もあって打ち倒しスズメの救出にも成功するが、スズメを逃がすために百名の伊賀忍者に追い詰められてしまい、ムジナは生き抜く事を諦めかける。しかし殺される間際に再び生きる決心をし、百名の伊賀忍者とかつて無いほどの死闘を演じていく（父親のゴキブリが死んだ時と同じような状況だった）。死闘の末、ムジナは片眼・片腕・片脚を失いながら辛くも伊賀忍者を全滅させ生き抜く事に成功し、同じく生き延びたスズメと喜びを分かち合った。
スズメ
何らかの障害で一切喋る事が出来ない少女。卍砦の下女として働いていた。奥目衆によるムジナ暗殺現場に偶然出くわし、ムジナと知り合い親しくなった。その後、ムジナとどんどん親密な関係になっていくが、首領によりくノ一の選別の仕込みの儀のメンバーに選ばれてしまい、そこから受難の道が続く事になった。愛らしい顔立ちに美しく強靭な肉体を持ち、厳しい拷問に耐え抜く精神力も相当な物で何度もムジナの窮地を救った事がある。服部半蔵にもその素質を見抜かれ伊賀のくノ一になるように迫られるが、本人はムジナを一途に想っており全く耳を貸さなかった。スズメが幼い頃から何度も深く傷ついた言葉（恐らく言語障害への差別用語）をムジナだけは唯一口にしなかったのもムジナを愛した大きな要因らしい。
ゴキブリ
ムジナの父親。下っ端のヒラ忍者だが、いつも一人だけしぶとく生き残っている事から「ゴキブリ」と言うあだ名を付けられ、自らもそう名乗っているためにほとんど本名と化している（本名は別にある模様）。無能を装っているが忍者としての実力は非常に高く、強力な忍法・跳頭も習得している。優秀な忍者だった兄が使い捨て同然で殺され、兄の妻である義姉はそれが原因で自殺、その娘もくの一として働かされ任務で命を落としたのを目の当たりにし、とにかく何があっても生き抜く事を誓い、以後任務の成功より自分が生き延びる事を優先していた。しかしそれは「卍の里」の掟に反するものであり、首領に利用価値が無いと見限られ、任務中に敵を引きつける囮として利用され窮地に陥る。その際に致命傷を負ってしまい逃走中に死亡する。半ば自分の死を悟っていたらしく、死ぬ前日の夜にムジナに自分の信念と忍法・跳頭を伝授した。
才蔵（さいぞう）
ゴキブリの歳の離れた兄。忍びの世界でその名を知らぬ者はいないと言われるほど優秀な忍者だった。だが、長く続いた激務の疲労の末に敵に捕らわれた際に、口封じのために先代首領の命令で仲間によって抹殺された。
茜（あかね）
才蔵の娘。母親が自殺した後に、先代首領によってくノ一に仕立て上げられ、スパイ活動の任務につかされる。仲間と連絡を取っているのを目撃されたため、口封じのために殺された。殺したのは若き日の彦一。
アヤメ
ムジナの母親。生前のゴキブリのことを能無し扱いしていた。シロベから首領によってゴキブリが囮に使われ殺されたと言う真相を聞かされ、その恨みから首領を暗殺しようとするが失敗。首領に強姦されながら絞殺と言う無惨な処刑法で殺される。
陣内（じんない）
ムジナの友人で同じ雲組に所属する。首領の一人息子。女装しても違和感がない位の美少年。サジと並ぶ実力者と言われていた。正義感が強く、人が好すぎる面もある。父である首領の犠牲を厭わない強引な采配に疑問を持っており、満千代救出の任務の際に多くの仲間を犠牲になった事で、同じ志の里の仲間を集めて労働条件の改善のストライキを画策する。が、首領にはストライキは事前に露呈しており、暗殺により更に多くの仲間を失う事になった。その事がきっかけで武力蜂起によるクーデターを起こすために革命戦線「赤い牙」を結成し、首領を打ち倒そうとした。彦一の赤い牙への加入もあってクーデターの計画は順調に進み、いよいよ首領と対決する事になり、多大な犠牲を払いつつ陣内は自爆して相討ちする覚悟で首領を倒す事に成功する。が、死ぬ間際の首領から真の首領は別にいる事を聞かされ、その直後に現れた彦一によって殺された。
オサヨ
陣内の母親。抜け忍の家族の小さな子供を庇ったため、首領によって殺されたかに思われたが、実は真の首領によって殺された。
サジ
ムジナの悪友で同じ雲組に所属する。16歳。180cm87kg。血液型B型。巨根で左右の金玉の大きさが極端に違うらしい。陣内と並ぶ実力者。成績の悪いムジナをいつも見下していた。粗暴で狡賢い所が目立つが鉄馬の死に少なからず動揺したり、家族を思いやる優しさも持っている。また、卍の里の運命を真の首領の半蔵から聞かされた時には、卍の里のために涙を流した。上昇志向が非常に強く、いつか首領になる事を夢見て陣内のクーデター計画にも参加した。クーデター後は真の首領である服部半蔵の手により、新たなお飾りの首領に仕立て上げられた。しかし、その秘密を知っていた母のオタカが殺されたのがきっかけで、全てを暴露する事を決意。就任式の際に秘密を打ち明け、服部半蔵を里の忍者総がかりで倒し、真の独立を勝ち取ったかに見えた。しかし生きていた半蔵と伊賀忍者勢による卍の里の殲滅が開始される。
単身で半蔵の打倒を目指す際に途中で現れたムジナ達と共闘。最後はムジナとスズメを助けるために半蔵と伊賀忍者勢を道連れに自爆して死亡した。
オタカ
サジの母親。何者かに夫を殺され、強姦されたショックで淫乱になり手当たり次第に男に手を出すようになった。実はそれは演技で、強姦した相手の陰茎に噛みついた時の傷を頼りに犯人を捜し当てようとしていた。そして遂に犯人が彦一であると判明し、復讐しようとしたが、返り討ちに遭い殺される。死ぬ間際にサジに発見され、サジに夫と自分の死が彦一と真の首領の仕業であると伝えて死亡。
カゾ
サジの父親。何らかのきっかけで真の首領の正体を知ってしまい、オタカにその秘密を話そうとした矢先に現れた彦一によって殺される。
疾風（ハヤシナ）の小太郎（こたろう）
里一番の手錬と言われていた。黒姫城の城主暗殺の任務中に鷹目の半兵衛と戦い、半兵衛の陰剣・鎌鼬に敗れる。素性を隠すために死ぬ前に自らの顔面を切り裂いて死亡。
シロベ
察気術の天才。隻眼。ゴキブリの実力を見抜いていたのか、一定の敬意を払っていたようである。優秀な忍びだったが、以前から下忍が首領に使い捨て同然でこき使われる理不尽さに不満を持っており、疾風の小太郎とゴキブリの死でそれが一気に噴出し卍の里の抜け忍となる。抜ける前に残虐に処刑される事を恐れ、妻のキクと娘のカヨの首を刎ねた。首領の命令で討伐のために追って来た雲組に、発破死装隠れの術で殺されたと見せかけて逃げ延びようとしたが（鉄馬には見破られ掛かっていたが）、生きている姿を偶然にも他のメンバーよりその場から去るのに遅れたムジナに見られてしまい、口封じのため殺そうとする。が、ムジナの忍法・跳頭の前に敗れる。ムジナが実戦で初めて跳頭を使い、殺した相手でもある。死に際に殺した妻子に詫びの言葉を残した。
鉄馬（てつま）
ムジナ達が所属する雲組の教官兼指揮官。スキンヘッド。鞭を得意とし武器として使っていた。シロベの討伐を指揮した後に狐嶽城の満千代救出の任務中に観世音と戦い致命傷を負う。観世音の強さに全滅を危惧して死ぬ間際に、全ての責任は自分が持つとして、サジや陣内など残った雲組のメンバーに任務を放棄して撤退する事を命じる。同時に自分の死に様をありのまま妻子に伝えて欲しいと言い残し死亡。教え子への厳しさと思いやりを持った良き指導者だった。
百目鬼幻也斎（どめきげんやさい）
忍者として高い実力を誇る卍の里の首領。しかしそれは表向きの話で実権は真の首領である服部半蔵が握っていた。幻也斎は伊賀の支配から逃れようと必死に暗躍していたが全て見抜かれており、半蔵が仕組んだクーデター計画で里の忍者達と戦う事になる。強力な忍法で陣内ら赤い牙のメンバーを苦しめたが、自分の予想以上に腕を上げていた陣内に敗れた。死ぬ間際に真の首領の秘密を話そうとしたが、彦一の手によって殺される。息子の陣内も平気で殺そうとしたり、アヤメを絞殺しながら強姦するのを楽しんだりするなど、冷酷で猟奇的な人間だったが、自分を倒した陣内の成長ぶりを喜ぶなど一人の父親らしい面も持っていた。物事の効率を重視する面があり、「一石○鳥」という言葉を好んで使用する。
百目鬼白雲斎（どめきはくうんさい）
卍の里の先代首領で幻也斎の父親。伊賀と服部半蔵の支配を拒んだため殺された。
奥目衆（おうめしゅう）
首領の護衛と卍砦の警護を務める謎の部隊。その正体は仕込みの儀に選ばれたくノ一の中でも特別に優秀な女のみで構成された集団で奥目衆の「奥」は大奥の意味もある。1人1人が彦一も恐れる手馴で、首領への深い愛と忠誠心で鉄壁の守りを誇っていた。クーデターの際にムジナとの戦闘、赤い牙との死闘、真の首領の手によって全滅する。
サキ
サジの姉で奥目衆の一員。表向きはくノ一としてスパイ活動をしている事になっていた。クーデターの際に赤い牙との交戦中に、弟のサジの呼びかけに一瞬、攻撃を躊躇ってしまい、その隙を突かれガンによって殺される。左の乳首の周囲に特徴的な三つのほくろがある。
彦一（ひこいち）
首領の側近。その正体は真の首領の配下で元々は卍の里の人間だったが真の首領に見出され幻也斎の監視や秘密を知る者の暗殺などをやっていた。真の首領、服部半蔵の命令で陣内ら赤い牙のクーデターに協力し、幻也斎と陣内の両者を殺した。真の首領の秘密を知って里から抜けようとしたムジナの始末も命じられ、ムジナの両手を使用不能にし殺す寸前まで追い詰めたが、サジ達に正体を暴露された半蔵の卍の里殲滅の合図である花火を見た大きなショックで動揺してしまう。その隙にムジナの蛍火の術を受け、崖から川に転落して死亡。
数々の人間を殺めた冷酷な殺人マシーンだった反面、お化けや幽霊を異様に怖がり、自分が殺めた人間は毎日欠かさず供養していた。それは卍の里を裏切った意識の根底にある巨大な罪悪感からの行動であり、お化けや幽霊への怯えは裏切り者の自分に対する怯えだった。作中ではサジの母、オタカに密かな愛情を抱いていた事も示唆されている。
『サルまん』の劇中マンガ『とんち番長』に登場する彦一と同一のキャラクターデザインとなっている。
外吉（そときち）
卍の里の住人。知的障害者のようで、気がふれたかのように踊りながら里の各所を徘徊している。シロベが抜けた際にはシロベの娘、カヨの首を持って踊るという残忍な行為をしている。その正体は、後述にある服部半蔵であり、真の首領として卍の里を影で支配していた。
セナ
陣内の友人で首領に対してストライキを画策していた。サジが首領にストライキを密告するのを恐れ、殺そうとしたが、直後に現れた彦一によって殺される。
三ノ目（さんのめ）
ストライキの密告者で、ムジナを暗殺のスケープゴートにして殺そうとしたが、彦一によって密告した事を暴かれ、怒った陣内に殺される。
ガン
赤い牙のメンバー。サジを新首領に据えた新体制の裏で実権を握ろうとしていたが、真の首領と伊賀忍軍の来襲によって殺された。
ヒコネ
赤い牙のメンバー。16歳になるまで性交を禁じると言う掟を破り、首領によって去勢され、恋人の顔を焼かれる。クーデターの際にその怨みから首領に一太刀浴びせたが返り討ちに合う。
孫野善兵衛（そんのぜんべえ）
卍砦の賄頭。マゾヒスト。SMプレイ中に伊賀忍者達に捕まったが、賄頭のプライドから、首領の居場所を頑なに吐かなかったため、殺された。
竹庵（ちくあん）
卍砦の医者。シロベ討伐の任務で負傷したゲンや、彦一から拷問を受けたスズメを介抱した。
ガンモ
ムジナのかつての友人。愚鈍で怖がりの落ちこぼれの忍者だった。同じく落ちこぼれだったムジナに親近感を抱くが、それを疎んだムジナが、ガンモを遠ざけようと怖がらせた際に、パニックを起し、ムジナに斬りつけ怪我を負せてしまう。その罪悪感から自らの左手首を切り落とす。その後は卍砦の下男として働いていた。伊賀忍軍襲撃の際に、秘密裏に潜入したムジナと再会するが、伊賀忍者に変装していたムジナはやむなく殺してしまう。
ハチ
雲組のメンバー。シロベ討伐の際に死亡。
ウツキ
雲組のメンバー。シロベ討伐の際に死亡。
ゲン
雲組のメンバー。シロベ討伐の際に片足を失うも、陣内の手引きで竹庵先生の治療を受け、一命を取り留める。以降登場せず。
スダレ
雲組のメンバー。満千代救出の任務で、カイナの手により致命傷を負う。その後しばらく生きていたが、声を出す事も身動ぎする事も出来ず、雲組の任務の傍らで死亡し、白骨化していくまでが描かれた。
セタ
雲組のメンバー。満千代救出の任務で、法一によって殺される。
モッケ
雲組のメンバー。満千代救出の任務で、カシムによって殺される。
ヒカゲ
雲組のメンバー。16歳。172cm70kg。血液型AB型。剣術を得意とし、俊足で100Mを10秒台で走る。満千代救出の任務で、カシムを倒したが、エチによって殺された。実は潜在的なホモだったらしい。

### 百鬼衆
何らかの障害のある忍者ばかりで構成されているが、忍びの世界でも恐れられている実力者揃いで史上最強の忍び集団を自称している。
観世音（かんぜおん）
百鬼衆の頭。美貌の盲人で仕込み杖を使う。鉄馬にあんな恐ろしい奴は初めて、と言わしめる程の実力を持つ。普段はオカマ言葉で丁寧な態度を装っているが、怒ると豹変し残虐な面を見せる。視力が無いのを補うために異常に聴覚が発達しており、スキンヘッドでフンドシ一丁と言う一見、馬鹿げた身なりだが、それは音を頼りに戦うので衣擦れなど余計な音を生じさせないため。音以外にも臭いや空気の流れで世界を認識する事もできる。狐嶽城で満千代の警護の任についていた。満千代の奪還に来た鉄馬を殺し、全盲のためムジナの忍法・跳頭も通じず殺す寸前まで追い詰めるが偶然発現したムジナの蛍火の術によって、城の堀から転落し竹槍で全身串刺しになり死亡。
梅庵（ばいあん）
鼻が無いため濁った発音で喋る。鎖鎌を使い鉄馬相手に優勢に戦ったが、嗅覚が効かないと言う弱点をつかれ全身に油を浴びせられ焼死する。
カイナ
片腕が無く義手の中に刀を仕込んでいる。出っ歯で語尾に〜ネとつけて喋るのが口癖。スダレを殺すが女装した陣内相手に油断し、義手の刀で自らの頭を貫かれ死亡。
ククセ
せむし男のような風貌。36歳。159cm82kg。血液型B型。捨て子。背中の大きなコブで敵の手裏剣や刀を受け止め、極端な低姿勢で無防備な脚を水面斬りで切りつけるのを得意とする。走るのも速い。サジを大いに苦しめたが取っ組み合いになった末に首をへし折られ死亡。
カシム
両足が義足の老人。62歳。136cm37kg。血液型O型。一見、戦闘要員では無いように振舞っているが、それは敵を油断させるための演技に過ぎずに義足に火縄銃を仕込んでいる。モッケを射殺し、ヒカゲも殺そうとするが、火縄の弱点を見抜いたヒカゲに斬り殺される。どこかに娘と孫がいるらしい。
シコモ
百鬼衆では唯一の女性。両手に手甲鉤を装備している。幼い頃に火事で半身に大火傷を負っており、左眼が塞がれたままで普段は右眼だけを出した頭巾で顔を隠している。陣内を追い詰めるも、トラウマから火を異常に恐れると言う弱点を見抜かれ敗れた。
オビト
巨人症の大男。23歳。271cm268kg。血液型O型。分厚い筋肉で手裏剣が効かず、怪力を誇りムジナを絞め殺そうとしたが、忍法・跳頭の前に敗れる。
エチ
知的障害者だが観世音の命令は聞く。巨根。何も考えていないゆえに殺気を感じさせずに人を殺す事が出来る。特殊な身体組織で手裏剣を無効化し、人間の首や真剣をいとも簡単にへし折る怪力、足も速く身も軽いと言う百鬼衆の中でもトップの実力を持つ。ヒカゲを殺したがサジと陣内の単純な罠に引っかかり滅多刺しにされ一度は死んだと思われたが、復活し再び2人に迫った。サジと陣内の再度の攻撃を受けて死亡。
シュジュ
小人症の小男。背が極端に低い故に斬りづらく、その低位置から繰り出される刃は防御しづらい。ピッチ走法で足も速く身も軽いと言うエチと並ぶ強敵。サジを殺す寸前まで追い詰める。トドメを刺そうとした瞬間に偶然にも観世音が堀から転落する所を見てしまい大きく動揺し、その隙を突かれ自分もサジに堀から転落させられて死亡。
法一（ほういち）
両耳が無い。手裏剣術を得意とし、傀儡輪と言う特殊な手裏剣を使う。セタを殺し陣内も苦戦させたが傀儡輪の仕掛けを見破られて敗れた。

### 伊賀
甲賀と並ぶ忍びの世界の一大勢力。なお、本作における服部半蔵の経歴は史実とは大幅に違いがあり、本作品における「どこの大名家にも属さぬフリーの立場」という「卍の里」の設定は、むしろ史実の伊賀をモデルにしている。
服部半蔵（はっとりはんぞう）
伊賀の上忍であり卍の里の真の首領。首領の暴政の黒幕だった。織田信長によって伊賀の里を焦土にされ（史実では天正伊賀の乱）、落ち延びた末に徳川家康に庇護され、徳川に天下を取らせる事で伊賀の再興を目論む（史実の服部家は徳川家康以前から伊賀を出て、三河松平家に仕えており、このような経歴は無い。むしろ天正伊賀の乱以降において、伊賀忍者を召し抱える立場になる）。
情報の統制が天下を制するとし、当初は自分達以外の弱小の忍び集団を殲滅していたが、滅ぼすより支配下において利用する方が有効だと気付き、どこにも専属せずにフリーの立場だった卍の里を武力により裏から支配する事になった。自決を強要する卍の里の掟には批判的であり、むしろ忍者は目的遂行のためには何としても生き残るべきという価値観を持っており、それゆえにムジナが気に入り、一時は配下にしようとする。しかしスズメのために自由になれるチャンスを捨てたムジナの行動に幻滅して見限った。自分に対抗しようとしていた幻也斎を葬り、代わりにサジを首領に据えようとしたが失敗し、卍の里自体を根切りにて殲滅するために伊賀の大軍勢を呼び寄せ、卍の里は壊滅状態に陥る。全てが終わったかに見えたが、ムジナがスズメ救出のために1人、卍の里に迫っていた。
覚醒的に潜在能力を出したムジナは予想より遥かに強くなっており、サジの加勢もあって危うく追い込まれてしまう。慌てて呼び寄せた伊賀忍者達でムジナ、サジ、スズメを包囲。サジの自爆に巻き込まれ全身大火傷の状態で尚もムジナとスズメに迫るが、ムジナの一刀の下に首を跳ね飛ばされ死亡。
もちろん史実では服部半蔵はこのような最期を迎えておらず、本作では「この服部半蔵は影武者だったのか？あるいは史実の服部半蔵が影武者だったのか？」と、曖昧に結末している。
段蔵（だんぞう）
伊賀組の小頭。無益な戦いを望まないが、半蔵が発した卍の里を根切りにして殲滅せよと言う指令は絶対とし、指令を遂行するために配下の伊賀忍者とともにムジナに迫った。

### その他
鷹目（たかめ）の半兵衛（はんべえ）
黒姫城の警護についていた忍者の頭。陰剣・鎌鼬（かまいたち）の使い手で、疾風の小太郎を倒した相当な実力者。ゴキブリも鎌鼬で追い詰めるがゴキブリの秘術、忍法・跳頭の前に敗れる。死に際に部下の忍びに「月」と言う忍法・跳頭の秘密に関わる言葉を残す。
斎条道元（さいじょうどうげん）
志濃国の狐嶽城の城主。裏切りの防止にために伊河国の満千代を人質として城内に預かっていた。
伊藤玄馬（いとうげんま）
狐嶽城の宿老。戦に行く斎条の留守を預かり、満千代の警護のために百鬼衆を雇う。だが、満千代が奪還され、その責任を取るため切腹して死亡。
満千代（まんちよ）
一見、卑猥な響きの名前だが、史実上にも同名の人物がいたらしい。伊河国の徳平信公の一人息子で甘やかされて育ったために我がままな性格。狐嶽城に人質として軟禁されていた。盲目と言う秘密をムジナに教えたために、観世音に殺されそうになったが、ムジナの活躍で無事に救出される。しかし伊河国で下克上が起きたのがきっかけで、満千代抹殺の依頼を新たに受けた首領によって殺された。
謎のくノ一
単行本の登場人物一覧やカバー裏に毎回登場するが、本編には全く登場しない、最後まで謎のキャラクター。

## 忍法
忍法・跳頭（はねがしら）
ムジナの父、ゴキブリの編み出した秘術。数々の危機を打開してきた、ムジナの切り札と言える忍法。頭に仕込んだバネでカツラを跳ね上げて禿頭を露出するという、単純な原理で一見、子供騙しのように思えるが、戦いにおいて常に相手の行動を予測するように訓練されている忍びの世界では、カツラを跳ばすという全く意味の無い、およそ考えられない常識外れの行動のため、相手は大きなショックを受けて一瞬の隙を作ってしまう恐るべき忍法。ただし、一度原理を知られてしまうと何の効力も無いので、使用できる状況が大きく限られるという短所がある。一度見た相手を生かしておくわけにはいかず、別の意味でも必殺（必ず殺さなくてはならない）技である。しかしムジナは、たまたま目撃してしまったスズメにだけは非情になりきれず、殺すことができなかった（言語障害ゆえに誰にも言えないと自身を納得させている）。
偶然にも跳頭を目撃した真の首領は、跳頭の原理を応用して頭そのもの（もちろん偽物）がバネで飛び出すという、意外性ではムジナの跳頭を上回る術を使ってみせた。彦一にムジナの殺害を命じた際、彦一にこの術を披露して、ムジナも類似の技を用いるので用心するように警告している。
忍法・跳頭（上）
奥目衆の海月落としの術からヒントを得て、カツラを跳ばすと同時に、女の裸体の絵も見せるという、跳頭の改良型。以前の跳頭より数倍、威力がパワーアップしている。この改良のおかげで、跳頭の原理を知っていた、真の首領や彦一相手に命拾いした。
蛍火（ほたるび）の術
ムジナが観世音との戦いの中で偶然発現した、屁に火花が引火して相手の顔面を炎が直撃するという現象を、訓練により秘術として完成させた。通常、後ろ向きでは攻撃ができないために、バックを取られることは死を意味するが、この秘術を用いれば、後ろ向きでも相手を攻撃できるという画期的な忍法。炎そのものの殺傷力は弱く、意表を突いて相手の隙を作るという跳頭と同系統の術だが、最後の戦いでは敵を焼き尽くす勢いの炎を発した。
獣（けもの）隠れの術
ムジナが観世音との戦いで偶然会得した術。猪の皮を剥いで身に纏い、猪に成り済ますことで敵の目をくらます。
陰剣・鎌鼬（かまいたち）
鷹目の半兵衛が使用した術。鍔競り合いになった際に足袋の裏に仕込んだ刃で、相手の無防備の脛を斬りつける。
鮟鱇（あんこう）の術
別働隊が囮となって敵主力を引き付けることにより、本体の作戦行動を支援する戦術。ゴキブリは作戦内容の全貌を知らされないまま、この術の囮役にされ、命を落とした。
察気術（さっきじゅつ）
忍びなら誰もが訓練している、相手の次の行動を予測しようとする術。シロベはこの術の天才的な使い手だった。
発破死装（はっぱしそう）隠れの術
シロベが雲組を欺くために使用した術。まず閃光で相手の眼をくらまし、予め地面に埋めておいた身代わりの死体を掘り起こし爆薬を仕掛け、自分は地中に隠れて死体を爆破し、自爆して死んだと思わせる術。
忍法・傀儡輪（くぐつりん）
眼に見えにくい細く黒い糸で手裏剣を回転させて軌道を自在に操る術。百鬼衆の法一が使った。致命傷を与えにくいのが弱点。
忍法･火炎竜（かえんりゅう）
首領が奥目衆に伝授した術。敵に囲まれた際に、表面に油を染み込ませた耐火性の布を被り火をつけることで敵を惑わせ、そのまま上空に回転しながらジャンプして手裏剣を投げることで敵を一掃する。ムジナも、この術を模倣して伊賀忍軍との戦いで使用した。
忍法・海月（くらげ）落とし
奥目衆の秘術。窮地に立った際に用いる奥の手。一瞬で脱ぎ去れる特殊な構造の装束を脱ぎ、相手に女の全裸を見せることで、隙を作って攻撃するという跳頭と同じ原理の術。霊長類の雌の性的な信号は雄の攻撃本能を緩和するという、科学的な裏づけがされており、相手を海月のように骨抜きにするという名前の由来どおり、男に対しての効果は絶大である。スズメもこの術の威力を目の当たりにして、後に伊賀忍者に対して使用している。
忍法・魔空剣（まくうけん）
首領が赤い牙との戦いで用いた術。口に含んだ水を歯の一部に埋め込んだ金属のプレートの小さな穴から、1000kgほどの圧力で撃ち出すことによって、ウォータージェットのように相手を切断するという、殺傷力の高い忍法。首領は、生まれついた強靭な心肺を血の滲むような鍛錬で鍛えた末に体得し、触れずに相手を殺せる神通力のように演出して見せた。

## 書誌情報
1993年から1997年まで小学館ヤングサンデーコミックスより全9巻が発売された。
2024年10月から2025年6月まで新装版全5巻が発売された。
- 相原コージ 『ムジナ』 小学館〈ヤングサンデーコミックス〉、全9巻
  1. 「卍の巻」1993年4月5日発売、ISBN 4-09-151481-2
  2. 「百鬼の巻」1993年12月4日発売、ISBN 4-09-151482-0
  3. 「観世音の巻」1994年6月4日発売、ISBN 4-09-151483-9
  4. 「同盟罷業の巻」1994年12月5日発売、ISBN 4-09-151484-7
  5. 「血盟革命軍の巻」1995年6月5日発売、ISBN 4-09-151485-5
  6. 「南無阿弥陀仏の巻」1996年1月9日発売、ISBN 4-09-151486-3
  7. 「頓痴気跳梁跋扈の巻」1996年7月5日発売、ISBN 4-09-151487-1
  8. 「戦国忍者地獄絵図の巻」1997年2月5日発売、ISBN 4-09-151488-X
  9. 「臨兵闘者皆陣列在前の巻」1997年7月5日発売、ISBN 4-09-151489-8
- 相原コージ 『ムジナ《完全版》』 復刊ドットコム、全5巻、A5判
  1. 2024年10月19日発売[4]、ISBN 978-4-8354-5932-5
  2. 2024年12月18日発売[5]、ISBN 978-4-8354-5933-2
  3. 2025年2月21日発売[6]、ISBN 978-4-8354-5934-9
  4. 2025年4月22日発売[7]、ISBN 978-4-8354-5935-6
  5. 2025年6月23日発売[8]、ISBN 978-4-8354-5936-3